# Albert Fishlow
Albert Fishlow ONCS (Filadélfia em 1935) é um cientista político, economista, intelectual e professor emérito sobre assuntos econômicos da Universidade da Califórnia em Berkeley e de questões internacionais na Universidade de Columbia. 

## Biografia
Fishlow foi diretor do Instituto de Estudo da América Latina e do Centro de Estudos sobre o Brasil, ambas da Universidade de Columbia.
É conhecido por ser um pesquisador das questões históricas, econômicas e estratégicas do Brasil e da América Latina, bem como a relação desses países com o resto do mundo. Entre 1970 e 1976, foi vice-secretário assistente de Estado para assuntos interamericanos, do governo estadunidense.

## Honras
- Ordem Nacional do Cruzeiro do Sul

## Obra
- Democratizando o Brasil, (1988);[4]
- Desenvolvimento no Brasil e na América Latina: Uma Perspectiva Histórica, (2004);[4]